# 勐海凤尾蕨
勐海凤尾蕨（学名：Pteris monghaiensis），为凤尾蕨科凤尾蕨属下的一个植物种。